# Italijanski Vetterli
Italijanski Vetterli je italijanska puška zadnjača, ki je bila razvita na osnovi švicarske puške Vetterli. Leta 1891 jo je v Italiji nasledila puška Carcano.

## Vetterli Mod. 1870
Švicarski puški Vetterli M1869, ki jo je razvil Friedrich Vetterli, so Italijani pri svoji različici odstanili 12-strelni cevasti nabojnik, tako je postala enostrelka. Zanjo so razvili nov naboj 10,4x47 R Vetterli s sredinskim vžigom in jo leta 1870 uvedli v italijansko vojsko.

## Vetterli-Vitali Mod. 1870/87
Leta 1887 so jo v repetirko nadgradili tako, da so ji dodali 4-strelni nabojnik, ki ga je patentiral Giuseppe Vitali.

## Vetterli-Carcano Mod. 1870/87/15
Med prvo svetovno vojno so zaradi primankovanja modernih pušk Carcano M1891 začeli puške Vetterli-Vitali predelovati z naboja 10,4x47 R Vetterli na modernejši in pogostejši 6,5x52 Carcano, pod oznako M1870/87/15 oz. M1870/87/16. Kapaciteta nabojnika je bila povečana na 6 nabojev.